# مولانا حسن بغدادی
مولانا حسن بغدادی از تذهیب‌کاران عصر شاه تهماسب یکم و شاه اسماعیل دوم بود. در دوران پادشاهی شاه اسماعیل دوم، کتابخانه پادشاهی مرکز تجمع بزرگان نامدار ادب و هنر بود. این پادشاه کتابخانه سلطنتی را که در زمان شاه تهماسب تعطیل شده بود دوباره بازگشایی کرد و بسیاری از هنرمندان بلندآوازه که پراکنده شده بودند، از جمله حسن بغدادی را در آنجا گرد آورد. اسکندربیک ترکمان در کتاب عالم آرای عباسی وی را فرید عصر و یگانه دهر معرفی می‌کند.